# هکسی
هکسی (به انگلیسی: Haxey) یک روستا و محله مدنی در بریتانیا است که در North Lincolnshire واقع شده‌است. هکسی ۴٬۵۸۴ نفر جمعیت دارد.